# إيفيلينا هافرفيلد
إيفيلينا هافرفيلد (بالإنجليزية: Evelina Haverfield)‏ (9 أغسطس 1867 - 21 مارس 1920) هي عاملة إغاثة بريطانية ومنادية بمنح المرأة حق الاقتراع. في أوائل القرن العشرين شاركت في منظمة إميلين بانكيرست المناضلة في سبيل منح المرأة حق الاقتراع تحت اسم «الاتحاد الاجتماعي والسياسي للمرأة». وخلال الحرب العالمية الأولى، عملت هافرفيلد ممرضةً في صربيا، وبعد الحرب عادت إلى صربيا مع رفيقتها فيرا هولم لإنشاء دار للأيتام في بايينا باشتا وهي بلدة في غرب البلاد.

## بداية حياتها المهنية
قُيدت إيفلينا في السجلات بعد ولادتها باسم «أونورابل إيفيلينا ساكرليت» (مع اسمها الأول الذي يُلفظ «هونورابل» والذي يعني المشرفة). وُلدت في 9 أغسطس 1867 في قلعة إنفيرلوشي، كينوسي في اسكتلندا، وكان ترتيبها الثالثة من بين خمس بنات وابن ذكر لوليام فريدريك سكارليت البارون الثالث لأبرشية أبنجر وزوجته هيلين (إيلين) ماغرودر ابنة عميد في بحرية الولايات المتحدة. عاشت طفولتها بين الملكيات العقارية في لندن وقرية إينفيرلوتشي، وذهبت إلى المدرسة في مدينة دوسلدورف الألمانية في عام 1880، وفي 10 فبراير 1887 عندما كانت في التاسعة عشر من عمرها، تزوجت من ضابط في المدفعية الَملكية البريطانية، الرائد هنري ويكهام بروك تونستال هافرفيلد في كينسينغتون، لندن، وانتقل الزوجان للعيش في شيربورن في مقاطعة دورست في لندن، وكان زوجها أكبر منها بعشرين سنة.
تُوج هذا الزواج السعيد بولدين: جون كامبيل هافرفيلد (وُلد في عام 1887) وبروك تونستال هافرفيلد (وُلد في عام 1889)، ولكن زوجها هنري هافرفيلد توفي بعد 8 سنوات.
تمتعت هافرفيلد بأسلوب حياة لم يكن مألوفًا بين النساء في ذلك الوقت، فعلى سبيل المثال، استخدمت درّاجة هوائية أطلقت عليها اسم «بيغاسووس»، إذ كان ركوب الدراجة أمرًا تبنته نساء «السفرجات» باعتبار أن الدراجة وسيلة للحصول على «الهواء النقي» والحرية.
برز الشعور بالحرية في أثناء الحرب العظمى (الحرب العالمية الأولى)، إذ كان الحراك ذو أولوية عليا، ونتج عنه تحقيق المساواة.
في 19 يوليو عام 1899، تزوجت هافرفيلد من «جون هنري بالجوي» الذي ينتمي لعائلة من نبلاء مدينة ديربيشاير (داربيشير)، رائد آخر من المدفعية الملكية البريطانية، ثم عُين عميدًا في وقت لاحق، وأصبح بعدها رجل قضاء في دائرة شرطة العاصمة، وقد كان صديقًا لزوجها الراحل.
أُقيم الحفل في نجع (يشير إلى مستوطنة صغيرة فيها عدد قليل من الناس، ويُعتبر من المجتمعات الفردية الريفية) في مقاطعة دورست يُدعى أبرشية كوندل مارش، وسرعان ما عادت العروس إلى اسم عائلتها الأصلي هافيرفيلد وأبقت على منزلها في شيربورن. كتبت يوم زواجها في مذكراتها: «تزوجتُ الرائد بالجوي دون أي نية لتغيير اسمي أو نمط حياتي بأي شكل من الأشكال، إنه صديق قديم لعزيزي جاك».
كانت صداقة هافرفيلد مع فيرا هولم التي عاشت معها في ديفون منذ عام 1911 أشبَه بالزواج، وبعد سنة من الانتقال جعلت هولم هافرفيلد وريثتها الوحيدة (كان من ضمن تركتها سرير نُقش عليه أحرف اسميهما «إي إتش & في إتش»).
سافرت خلال حرب البوير الثانية إلى جنوب أفريقيا مدة عامين لتعمل مساعدة لزوجها الذي كان متمركزًا هناك، واستمتعت بدخولها النطاق العسكري بل وشاركت في التدريب على البنادق، وفي أثناء تواجدها هناك شكَلت معسكرًا للخيول التي لم تعد قادرةً على الخدمة. انفصل الزوجان بعد عشر سنوات دون طلاق.

## حق المرأة في التصويت
بدأت هافرفيلد تهتم بالسياسة، وتحالفت مع المجموعات النسائية المعتدلة التي تطالب بحق المرأة في الاقتراع، وانضمت إلى فرع شيربورن التابع لجمعية الاتحاد الوطني للدفاع عن حق النساء في الاقتراع.